# Lycope rude
Lycopus asper
Espèce
Classification phylogénétique
Le Lycope rude (Lycopus asper) (en anglais : rough bugleweed), est une espèce de plantes à fleurs de la famille des Lamiacées. C'est une plante herbacée vivace originaire d'Amérique du Nord.

## Description
C'est une plante herbacée vivace pouvant atteindre 80 cm de haut et même exceptionnellement 1 mètre.
Ses tiges aériennes sont émises à partir de rhizomes.
Les feuilles sont de couleur verte, opposées, et les petites fleurs blanches de quelques millimètres sont groupées à leur aisselle.

## Habitat
Le lycope rude est endémique en Amérique du Nord principalement dans tous les états qui bordent les Grands Lacs, au Canada comme aux États-Unis.

## Protection
L'espèce est considérée susceptible d'être désignée menacée ou vulnérable au Québec vu que la plante est située à la limite nord de sa répartition. Elle est cependant considérée abondante au niveau national et mondial.